# Apanteles machaeralis
Apanteles machaeralis är en stekelart som beskrevs av Wilkinson 1928. Apanteles machaeralis ingår i släktet Apanteles och familjen bracksteklar. Inga underarter finns listade i Catalogue of Life.